# UFC Ultimate Fight Night
UFC Ultimate Fight Night (también conocido como UFC Fight Night 1) fue un evento de artes marciales mixtas celebrado por Ultimate Fighting Championship el 6 de agosto de 2005 en el Cox Pavilion, en Las Vegas, Nevada.